# Cairnsichthys rhombosomoides
Cairnsichthys rhombosomoides é uma espécie de peixe da família Melanotaeniidae.
É endémica da Austrália.